# Lejb-Gwardyjski Pułk Huzarów Jego Wysokości

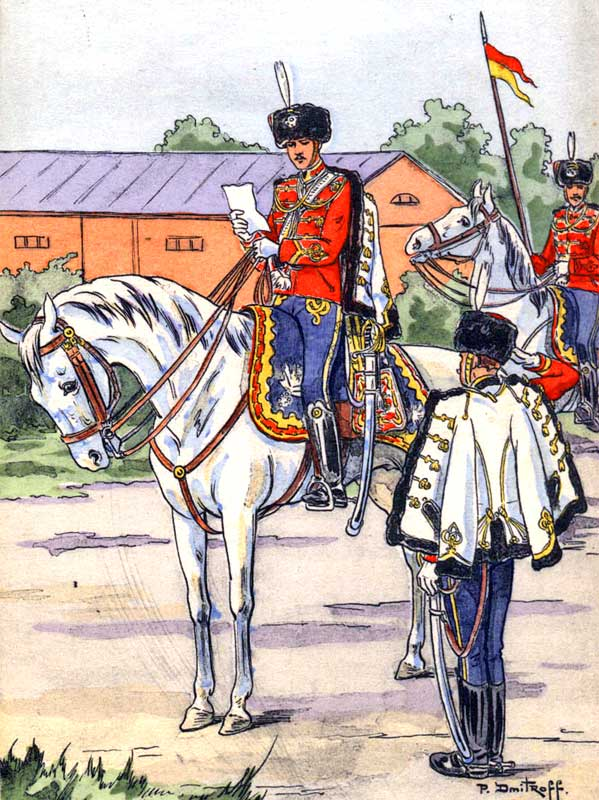
Żołnierz Lejb-Gwardyjskiego Pułku Huzarów Jego Wysokości

Lejb-Gwardyjski Pułk Huzarów Jego Wysokości (ros. Гусарский лейб-гвардии полк Его Величества) – pułk kawalerii okresu Imperium Rosyjskiego.

## Charakterystyka
Sformowany 9 lutego 1774 przez Grigorija Potiomkina na polecenie samej cesarzowej Katarzyny II Wielkiej rok wcześniej.
Pułk brał udział w działaniach zbrojnych epoki napoleońskiej, a także okresu I wojny światowej.
Święto pułkowe: 6 listopada. Dyslokacja w 1914: Carskie Sioło.